# Merodon portschinskyi
Merodon portschinskyi är en tvåvingeart som först beskrevs av Stackelberg 1924.  Merodon portschinskyi ingår i släktet narcissblomflugor, och familjen blomflugor. Inga underarter finns listade i Catalogue of Life.